# Joseph Pellerin
Joseph Pellerin (Marly, 27 aprile 1684, vicino Versailles – Plainville, 30 agosto 1782, nel suo castello) è stato un numismatico francese, fu intendente-generale delle forze armate navali e primo comis della Marine militaire.

## Gioventù e carriera
In gioventù i suoi studi principali furono nelle lingue moderne e classiche, tra cui francese, inglese, spagnolo, italiano, arabo, latino, greco, ebraico e siriaco, nonché altre lingue, e fu grazie alla sua precoce esperienza in queste lingue che ottenne la sua ammissione agli uffici del Ministero della Marine nel 1706, ove divenne impiegato addetto alla corrispondenza. Nel 1709 riuscì (nonostante il precedente fallimento da parte di crittografi addestrati) a decifrare alcune lettere in codice sequestrata da una fregata spagnola e relative all'Arciduca Carlo d'Austria (uno dei pretendenti al trono di Spagna, mentre l'altro era il nipote di Luigi XIV, Duca di Angiò, controversia che era la causa della guerra di successione spagnola); questa impresa straordinaria catturò l'attenzione dell'allora ministro della Marina Pontchartrain che lo nominò segretario di gabinetto.
Ha goduto di analoghi favori nei ministeri successivi: sotto il figlio legittimato di Luigi XIV, il conte di Tolosa fu nominato commissario della marina nel 1715 e Maurepas lo promosse prima e commissaire général, e poi primo commissario.
I suoi piani dettagliati per l'invasione della Gran Bretagna per ripristinare Bonnie Prince Charlie al trono (e tenere quindi occupate le forze britanniche, che stavano ostacolando notevolmente gli affari coloniali francesi), anche se supportati da Maurepas non furono posti in esecuzione da Luigi XV (non è chiaro se per disprezzo, ripicca personale contro Maurepas, o per altre ragioni ancora in discussione). I piani possono essere consultati nei 'Maurepas Papers' alla Cornell University.
Dopo una carriera di grande successo richiese un pensionamento anticipato nel 1745 adducendo problemi di salute dovuti al superlavoro. In realtà, rimase come consulente esperto tenuto in grande considerazione per molti anni successivi; il suo posto fu a poco a poco assunto formalmente dal figlio Joseph Jr. che nel 1740 ricevette una lettera patente di nobiltà in riconoscimento del servizio di due generazioni della sua famiglia alla corona.

## Il pioniere della numismatica
Pellerin Sr. divenne così libero di seguire la sua vera passione, che era lo studio delle monete antiche (soprattutto greche). La tradizione vuole che abbia incoraggiato i marinai della flotta francese del Mediterraneo ad acquistare tali monete antiche come le trovavano in offerta tutta la loro gamma, garantendo loro il riacquisto al doppio del prezzo di acquisto. In questo modo egli gradualmente accumulò quella che divenne la più grande e più ricca collezione e di antiche monete greche mai posseduta da privati a quella data, per un totale di 33.500 monete che egli, infine vendette a Luigi XVI in 1776 per 300.000 livre. Questa magnifica collezione, ospitata negli splendidi astucci massicci originali in legno intarsiato e in bronzo dorato in stile Luigi XV formano ancora un nucleo della collezione della Biblioteca nazionale di Francia e possono essere visti nel vecchio edificio di Rue de Richelieu a Parigi.
Gli studi di Pellerin hanno portato grandi progressi alla scienza della numismatica. Attraverso la pubblicazione del suo enorme catalogo in dieci volumi delle antiche monete greche (Parigi, 1762-1778, 10 vol. in-4º. pl), che erano in realtà un catalogo ragionato della sua immensa collezione, ha portato chiarezza a questo campo confuso essendo così il primo a organizzare le molte migliaia di emissioni geograficamente, nonché cronologicamente. La sua identificazione di molti pezzi enigmatici è una testimonianza della sua rara potenza di osservazione e perspicacia. Si potrebbe dire che ha illuminato una strada per il famoso Eckhel. Gli errori che mise nel suo grande lavoro sono stati successivamente identificati da Khell, Barthélemy (che è stato quello che ha trattato l'acquisto della collezione da parte del re), Swinton e l'Abbé Leblond.
Perse progressivamente la vista dal momento del suo ritiro dal servizio pubblico ed era quasi completamente cieco al momento della sua morte, un quasi centenario nel 1782.
Trovò, però, un modo per mettere a profitto questo svantaggio, lavorando sui volumi successivi della sua opera con la stessa facilità di giorno come di notte, scrivendo il suo testo su un sottile nastro di carta che tirava fuori da una bobina solo per essere riavvolta su un'altra per essere poi trascritta dal suo segretario.
Il suo senso del tatto divenne estremamente acuto ed era in grado di identificare varianti minori di monete solo da alcune sottili differenze tattili.
Il ritratto, tratto dal frontespizio di uno dei volumi del suo lavoro, lo mostra circondato da alcune delle sue monete e antichità preferite nel 1780, già oltre i 98 anni di età.

## Famiglia ed eredità
Pellerin si sposò all'interno di un'altra famiglia di Versailles nel 1714, quando prese in moglie Marie-Anne, il cui zio era Michel-Richard Delalande, compositore di corte di Luigi XIV, e uno dei grandi esponenti del mottetto barocco francese, oltre a tanti altri capolavori.
Sua figlia, chiamata anche Marie-Anne, sposò nel 1737 Arnaud I de La Porte (o De Laporte) che in seguito ereditò gli incarichi di Pellerin dopo la morte prematura di Joseph Jr.
I fratelli La Porte si rivelarono molto influenti nello sviluppo della politica coloniale francese, in particolare verso la Nouvelle France (Québec); il fratello più giovane di Arnaud, Jean-Baptiste de La Porte-Lalanne, fu nominato inviato speciale a Québec per esaminare l'amministrazione civile e per il controllo in alcune presunte irregolarità finanziarie. In seguito divenne commissario per le Îles du Vent (Isole Sopravento settentrionali francesi) e Saint Domingue (Haiti).
Il nipote di Pellerin, Arnaud II de La Porte, dopo un breve periodo come Ministro della Marina nel 1789 divenne intendente della List Civil nel 1790.
Stretto confidente del re assediato, Luigi XVI gli affidò, grandi somme di denaro privato da essere distribuito per moderare il fervore rivoluzionario che andava rapidamente radicalizzandosi.
Nonostante una stretta collaborazione con Mirabeau, e soprattutto a causa della morte prematura di quest'ultimo, i suoi sforzi si rivelarono vani, e Arnaud II de La Porte fu arrestato e condannato per tradimento contro la Rivoluzione, il 23 agosto 1793, la seconda vittima di questa politica nuova invenzione dell'uomo: la ghigliottina. In un gesto macabro, la sua testa mozzata fu poi presentata al re, imprigionato nel Tempio, come un macabro regalo di compleanno.
I suoi servizi e il sacrificio estremo furono ricordati durante la restaurazione dal fratello minore del re, che era stato incoronato come Luigi XVIII: il pronipote di Pellerin, Arnaud III de La Porte, nel 1822 per riconoscenza fu creato barone. Il titolo rimane in famiglia fino ad oggi.

## Opere
- Recueil de médailles de rois, qui n'ont point encore été publiées, ou qui sont peu connues (1762) Il testo
- Mélange de diverses médailles: pour servir de supplement aux Recueils des ...(1765) Il testo
- Additions aux neuf volumes de Recueils de médailles de rois, de villes, &c ... (1778) Il testo